# Anna-Luisa Mahaffy
Anna-Luisa Mahaffy (* 1. März 1997 in Wien) ist eine österreichische Violinistin. Ihre Mutter Dagmar Mahaffy ist Professorin an der Universität für Musik und darstellende Kunst Wien.

## Ausbildung
Anna-Luisa Mahaffy erhielt ihren ersten Violinunterricht im Alter von 3 Jahren. Mit 7 Jahren wurde sie an der Universität für Musik und darstellende Kunst Wien in die Klasse von Evgenia Polatschek aufgenommen. Seit 2010 wird sie an der Universität für Musik und darstellende Kunst Wien von  Dora Schwarzberg  unterrichtet und ist gleichzeitig Schülerin des berühmten französischen Violinisten Pierre Amoyal.

## Auftritte
Mahaffy tritt seit mehreren Jahren öffentlich auf. Bereits mit 6 Jahren trat sie im Rahmen einer Benefiz-Gala als Solistin im Schloss Schönbrunn auf. Es folgten in den nächsten Jahren unter anderem Auftritte im Wiener Konzerthaus, am Burgtheater, im Bösendorfersaal, im Mozarteum Salzburg und auf den Wiener Festwochen und den Salzburger Festspielen, dem Europäischen Jugend Musikfestival, dem Festival Bad Ragaz, dem Progetto Martha Argerich sowie Konzerte in Italien, Polen, Japan, Schweiz, Deutschland, Ungarn und Ägypten.
2008 war sie im Vorprogramm beim Konzert von Ricardo Marinello in Österreich zu sehen. Gemeinsam mit ihrer Mutter als Klavierbegleitung spielte sie im Alter von 11 Jahren ihren ersten Soloabend 2009 im Rahmen des Amici del Loggione-Programms an der Mailänder Scala.
2012 gewann sie das Auswahlspiel „Musica Iuventutis“  im Wiener Konzerthaus.

## Preise und Ehrungen
Seit 2002 nimmt Mahaffy an Wettbewerben teil und gewann zahlreiche erste Preise bei nationalen Wettbewerben. So erhielt sie acht erste Preise beim nationalen Jugendmusikwettbewerb  Prima la musica. Daneben wurde sie mit Sonderpreisen bei nationalen Wettbewerben, sowie dem Alfredo Marcosig-Preis und dem Kulturpreis und einer Medaille der Stadt Perchtoldsdorf (2003) geehrt. Auch international wurde Mahaffy vielfach mit dem 1. Preis ausgezeichnet:
- 2004 Rovere d’Oro
- 2006 Prize Monterosa - KAWAI, International Competition Valsesia Musica juniores
- 2007 1. Preis der International Music Competition Paolo Spincich
- 2008 Osaka Internationaler Musikwettbewerb
- 2009 Preis der Internationalen Sommerakademie Mozarteum
- 2010 3. Preis „David Oistrach Violin Competition“, Moskau
- 2011 1. Preis „International Music Competition Euterpe“ und den „Trofeo Euterpe 2011“

2002 drehte der Österreichische Rundfunk eine Dokumentation über Mahaffy. Die polnische Komponistin Elzbieta Wiedner-Zajac widmete ihr das Stück Eine kleine Fantasie für Anna, das sie 2006 im Wiener Konzerthaus uraufführte.